# VW Teramont X
Der VW Teramont X ist ein Sport Utility Vehicle von Volkswagen, das auf dem VW Teramont aufbaut und zunächst ausschließlich in China angeboten wurde. 2019 präsentierte Volkswagen mit dem VW Atlas Cross Sport die nordamerikanische Variante, in Europa wird das Fahrzeug nicht angeboten.

## Geschichte
Einen ersten Ausblick auf ein fünfsitziges SUV-Modell auf Basis des VW Teramont präsentierte Volkswagen im Rahmen der New York International Auto Show im März 2018 mit dem VW Atlas Cross Sport Concept.
Das Serienmodell Teramont X präsentierte Volkswagen im April 2019 im Rahmen der Shanghai Auto Show. Ab Mai 2019 wurde das Fahrzeug zunächst nur in China von Shanghai Volkswagen gebaut. Eine überarbeitete Version debütierte im Juli 2022.
Die nordamerikanische Variante des Fünfsitzers wurde Mitte Oktober 2019 als Atlas Cross Sport vorgestellt, sie wird in Chattanooga (Tennessee) produziert und ist für die Märkte in Nordamerika, Russland und den Nahen Osten bestimmt. Eine überarbeitete Version des Atlas Cross Sport debütierte auf der Chicago Auto Show im Februar 2023 für das Modelljahr 2024.

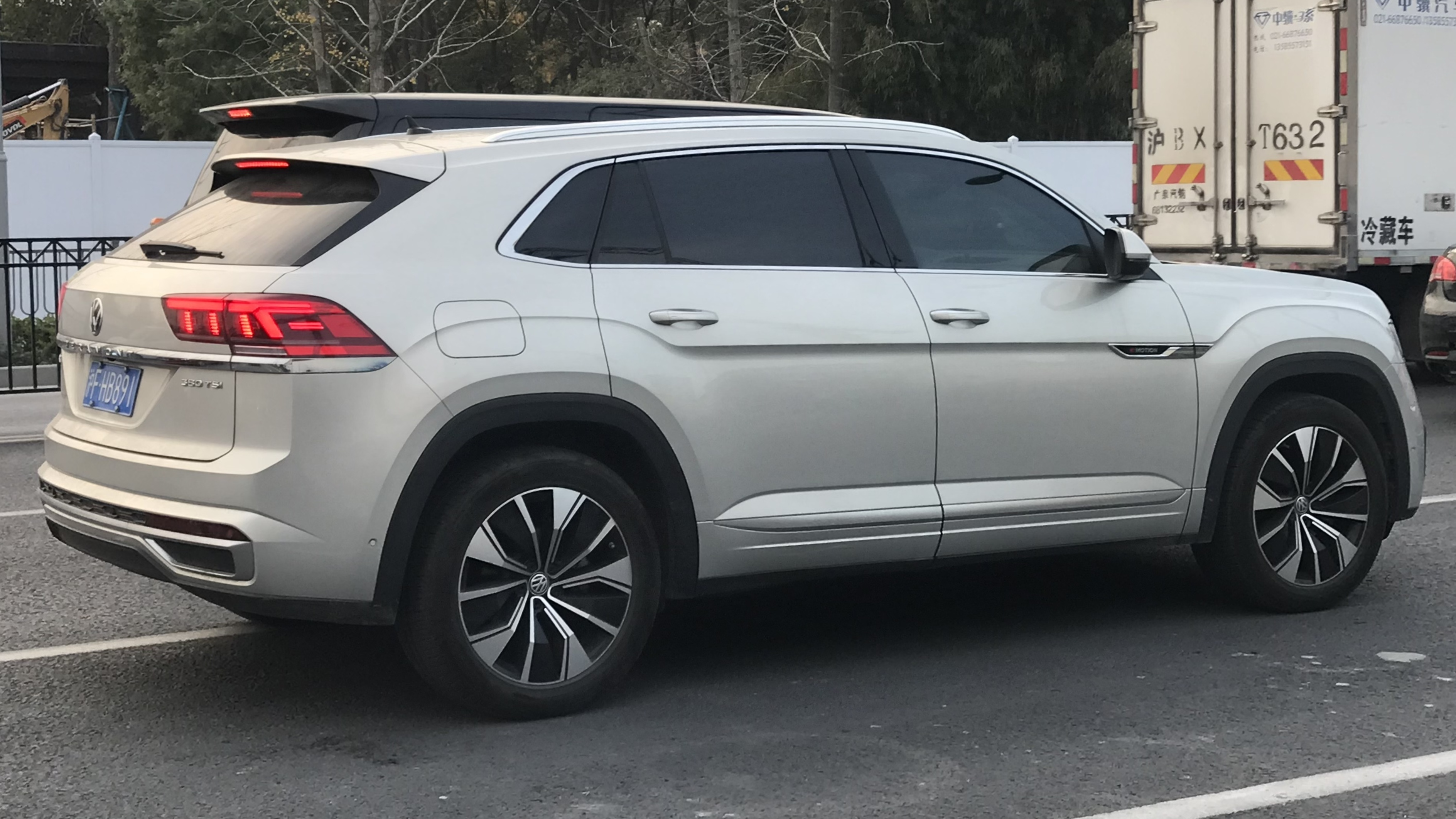
Heckansicht
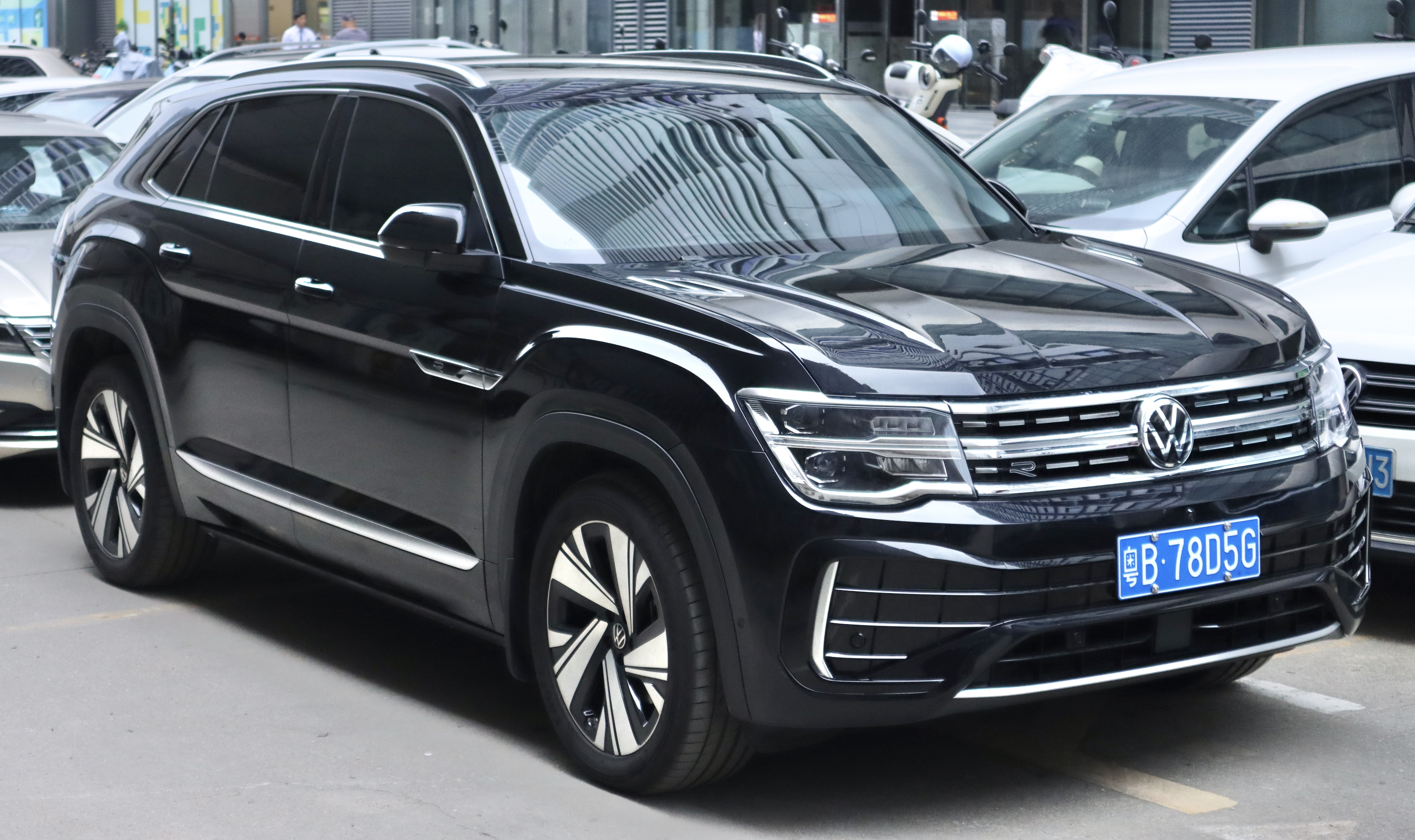
VW Teramont X (seit 2022)
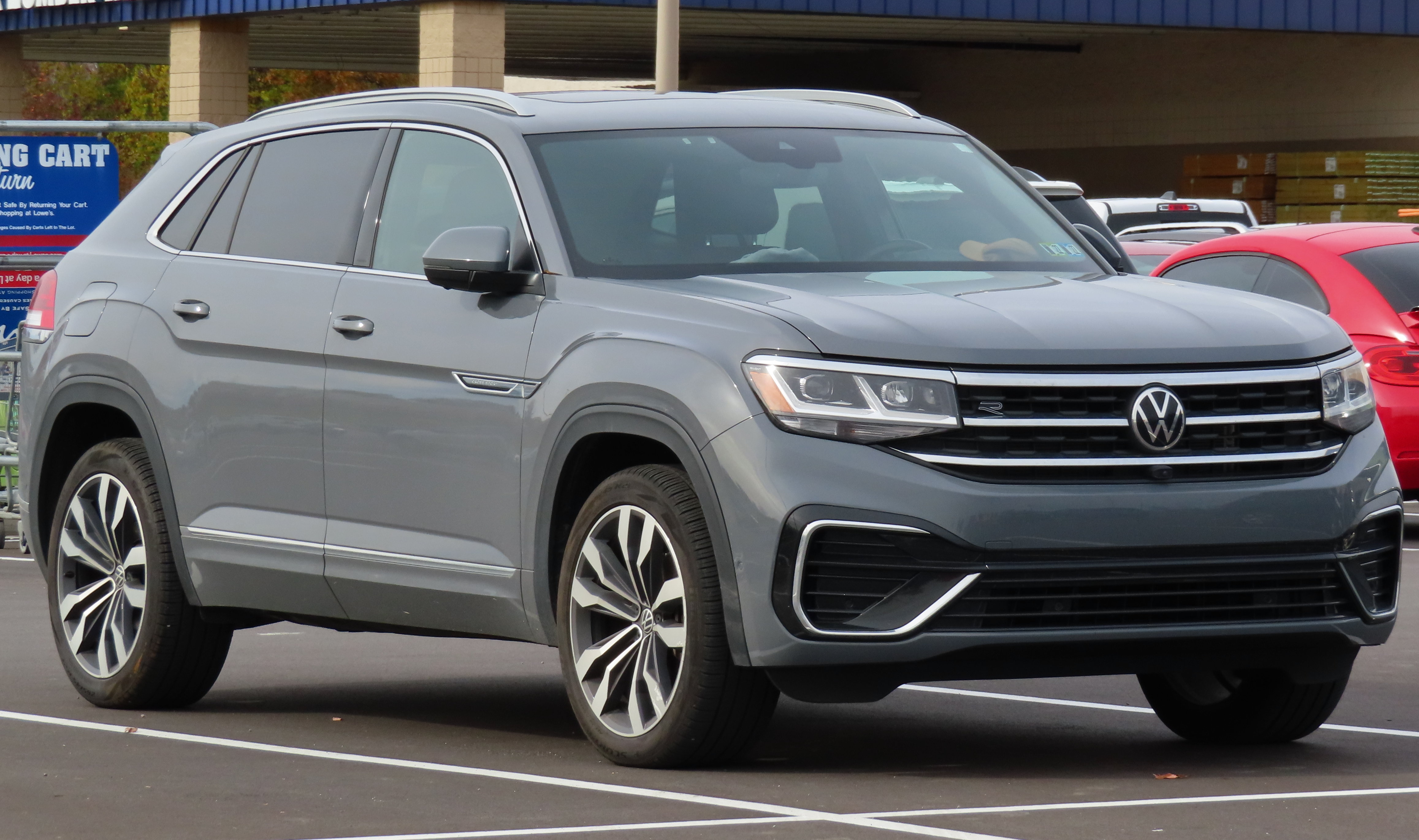
VW Atlas Cross Sport (2019–2023)
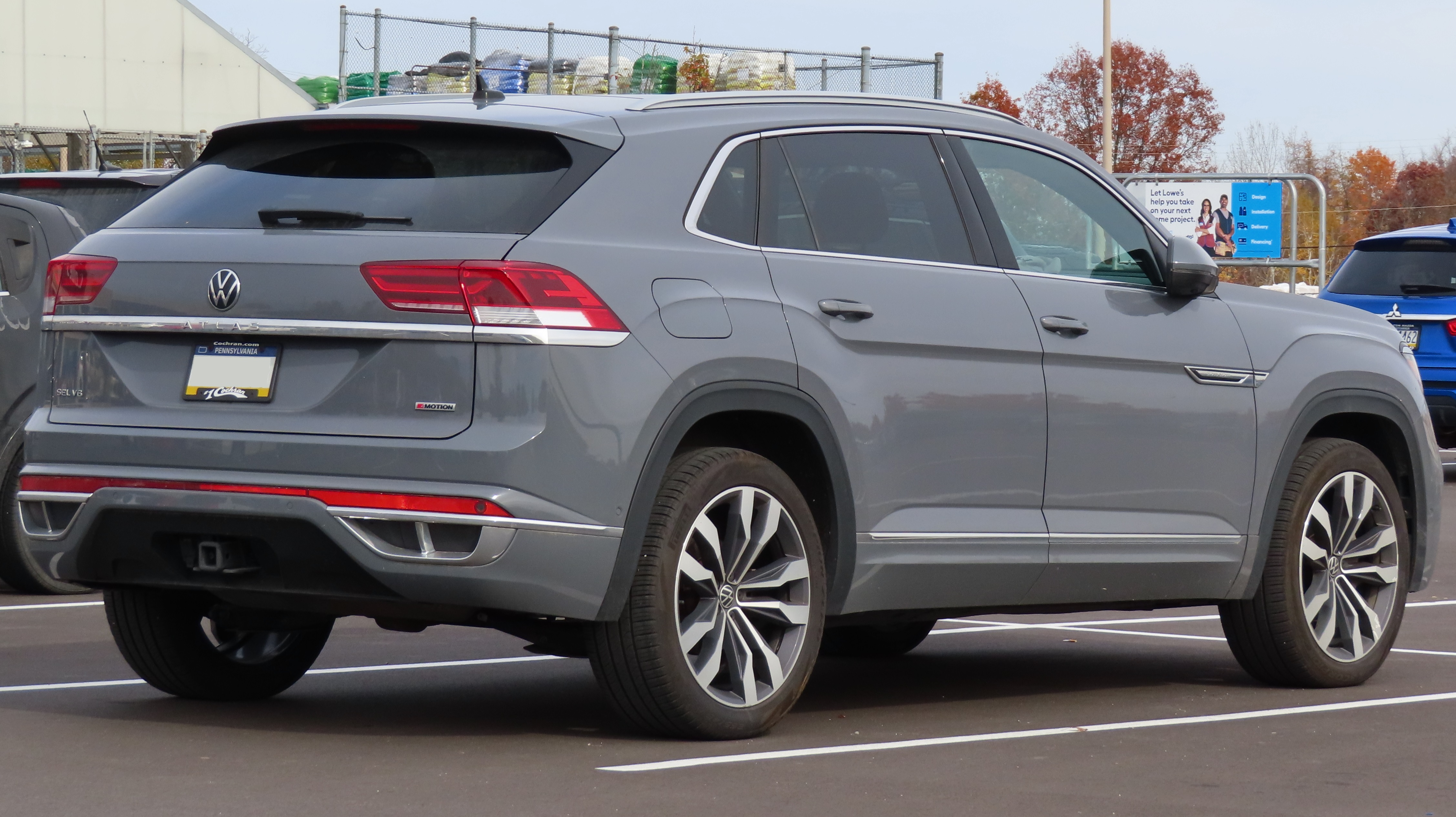
Heckansicht

## Technik
Im Gegensatz zum ähnlich langen VW Touareg III hat der Teramont X einen quer eingebauten Motor und baut auf der MQB- statt der MLB-Plattform des Volkswagen-Konzerns auf.
Zum Marktstart im Mai 2019 war das SUV nur mit einem Zweiliter-TSI-Ottomotor mit 162 kW (220 PS) verfügbar. Kurz darauf kamen noch die beiden anderen aus dem Teramont bekannten Motorvarianten in den Handel. Die Motoren und Getriebe des Atlas Cross Sport sind mit denen des Atlas identisch. Folglich wurde bei diesem mit der Modellpflege ebenfalls der 3,6-Liter-VR6-Ottomotor durch einen aufgeladenen 2,0-Liter-R4-Ottomotor ersetzt.
|                                             | Teramont X 330 TSI               | Teramont X 380 TSI               | Teramont X 530 V6                | Atlas Cross Sport 2.0L Turbo  | Atlas Cross Sport 2.0L Turbo  | Atlas Cross Sport 3.6L V6  |
| Bauzeitraum                                 | 05/2019–08/2023                  | seit 05/2019                     | 05/2019–12/2024                  | 01/2020–08/2023               | seit 08/2023                  | 01/2020–08/2023            |
| Motorkenndaten                              |                                  |                                  |                                  |                               |                               |                            |
| Motorbaureihe                               | VW EA888                         | VW EA888                         | VW EA390                         | VW EA888                      | VW EA888                      | VW EA390                   |
| Motortyp                                    | Reihen-Vierzylinder-Ottomotor    | Reihen-Vierzylinder-Ottomotor    | VR-Sechszylinder-Ottomotor       | Reihen-Vierzylinder-Ottomotor | Reihen-Vierzylinder-Ottomotor | VR-Sechszylinder-Ottomotor |
| Motoraufladung                              | Turbolader                       | Turbolader                       | Turbolader                       | Turbolader                    | Turbolader                    | —                          |
| Hubraum                                     | 1984 cm³                         | 1984 cm³                         | 2492 cm³                         | 1984 cm³                      | 1984 cm³                      | 3597 cm³                   |
| max. Leistung bei min−1                     | 137 kW (186 PS) / 4100–6000      | 162 kW (220 PS) / 4500–6200      | 220 kW (299 PS) / 6000           | 175 kW (238 PS) / 5000–6200   | 201 kW (273 PS) / 5500–6500   | 206 kW (280 PS) / 6200     |
| max. Drehmoment bei min−1                   | 320 Nm / 1500–4000               | 350 Nm / 1500–4400               | 500 Nm / 2750–3500               | 319 Nm / 1600–4500            | 370 Nm / 1600–4750            | 361 Nm / 3500              |
| Kraftübertragung                            |                                  |                                  |                                  |                               |                               |                            |
| Antrieb, serienmäßig                        | Allradantrieb                    | Allradantrieb                    | Allradantrieb                    | Vorderradantrieb              | Vorderradantrieb              | Vorderradantrieb           |
| Antrieb, optional                           | —                                | —                                | —                                | Allradantrieb                 | Allradantrieb                 | Allradantrieb              |
| Getriebe, serienmäßig                       | 7-Stufen-Doppelkupplungsgetriebe | 7-Stufen-Doppelkupplungsgetriebe | 7-Stufen-Doppelkupplungsgetriebe | 8-Stufen-Automatikgetriebe    | 8-Stufen-Automatikgetriebe    | 8-Stufen-Automatikgetriebe |
| Messwerte                                   |                                  |                                  |                                  |                               |                               |                            |
| Höchstgeschwindigkeit                       | 200 km/h                         | 200 km/h                         | 200 km/h                         |                               | 193 km/h                      | 190 km/h                   |
| Beschleunigung, 0–100 km/h                  | 9,3–9,9 s                        | 8,3–8,4 s                        | 6,9–7,2 s                        |                               |                               | 7,4 s                      |
| Kraftstoffverbrauch auf 100 km (kombiniert) | 7,3–7,4 l Super                  | 8,5–8,6 l Super                  | 9,7–9,8 l Super                  |                               |                               | 12,4 l Super               |
| Leergewicht                                 | 1910–1955 kg                     | 2010–2055 kg                     | 2100–2140 kg                     | 1859 kg                       |                               | 2034 kg                    |
| Tankinhalt                                  | 70 l                             | 70 l                             | 70 l                             | 74 l                          | 74 l                          | 74 l                       |